# Авакян, Абиг Амазаспович
Аби́г Ади́бович (Амаза́спович) Авакя́н (арм. Աբիգ Ավագյան) (1919, Тегеран — 1983, Ереван) — армянский писатель, член Союза писателей СССР с 1949 года.

## Биография
Абиг Авакян родился в Тегеране 14 сентября 1919 г. Начальное образование получил в местной армянской школе. Образование продолжил в персидской и французской школах, а также американском колледже. В 1939 г. был призван в армию и после окончания летных курсов с 1941 г. служил в иранской армии в качестве военного летчика. В 1946 г. репатриировал в Советскую Армению. В 1949 г. был принят в Союз писателей СССР. В 1957 г. окончил Высшие литературные курсы при Союзе писателей СССР в Москве. Умер в Ереване 25 января 1983 г.

## Произведения
- «Южная лихорадка»
- «Жале»
- «После небес»
- «Последнее пристанище»: (Повести, роман. Вступ. ст. Г. Тамразяна), Ереван, «Советакан грох» 1982
- «О том, как все изменилось»
- «Раскаленная земля»: (Роман. Перевод с армянского А. Шахатуни и Н. Адамян), Ереван, «Айпетрат», 1956
- «Шахре-Шад, весёлый город». Рассказы. Перевод с армянского. Иллюстрации М. В. Петросян. Москва, «Советский писатель», 1968